# 프리티 아다니
프리티 가우탐 아다니(Priti Gautam Adani, 1965년 8월 29일 ~ )는 인도의 기업가, 치과의사, 자선사업가로 아다니 재단의 회장이다. 순재산이 미화 10억 불을 넘는 그녀는 인도에서 가장 부유한 여성들 중 하나다.

## 어린 시절
뭄바이에서 태어나 아마다바드 국립 치과 대학에서 치과 수술 박사 학위를 땄다.

## 경력
치과의사로서 자신의 경력을 시작했고 1996년에 아다니 재단의 회장이 됐다. 2001년 구자라트 지진 이후 문드라에서 아다시 DAV 스쿨을 시작했다. 이후 그 학교는 아다니 공공 학교로 이름이 바뀌었다. 2009년 6월 그녀와 그녀의 남편은 문드라에서 가까운 바드레슈와르와 아마다바드에 아다니 비디야 만디르를 세웠다. 아다니 비디야 만디르는 빈곤 아동에게 무료로 고등학교 교육을 제공한다.